# Wonsa
Wonsa (World of no sexual abuse), är en svensk insamlingsstiftelse som arbetar för en värld utan sexuella övergrepp.  
Organisationen grundades 2014 av läkaren Gita Rajan, med det första delmålet att alla som utsätts för sexuella övergrepp ska få den hjälp de behöver var de än bor i Sverige.
Wonsa driver (2018) Sveriges enda forskningsinriktade specialistklinik för vuxna som har utsatts för sexuella övergrepp i barndomen.

## Verksamhet
Insamlingsstiftelsen äger ett aktiebolag, Wonsa AB, och det är i aktiebolaget som Wonsas specialistklinik är organiserad.
Under 2017 arbetade två läkare och 20 psykologer, psykoterapeuter, terapeuter och kroppsbehandlare på kliniken, och över 4 000 traumabehandlingstimmar genomfördes.
Under 2017 tog Wonsa fram Wonsa Sexual Abuse Classification (SAC17), vilket är ett klassificeringssystem för sexuella övergrepp. 

## Utmärkelser
- 2015 - Gita Rajan och WONSA årets vinnare av Reach for Change[4]